# Malmos
Malmos település Ukrajnában, Kárpátalján, a Munkácsi járásban.

## Fekvése
Szolyvától 4 km-re, Szolyva és Zajgó közt fekvő település.

## Története
1910-ben 1205 lakosából 12 magyar, 95 német, 1098 ruszin volt. Ebből 12 római katplikus, 1100 görögkatolikus, 93 izraelita volt.
A trianoni békeszerződés előtt Bereg vármegye Szolyvai járásához tartozott.